# Гледис Чероно
Гледис Чероно Кипроно (енгл. Gladys Cherono Kiprono; 12. мај 1983) је кенијска атлетичарка, специјалиста за трчање на дугим стазама. Највише успеха је имала у дисциплини трчања на 10.000 метара. Трчи и на уличним полумаратон тркама. 

## Биографија
На 18. Афричком првенству 2012. у Порто Нову (Бенин), Гледис Чероно постала је прва атлетичарка која је однела двоструку победу на 5.000 и 10.000 м на афричким првенствима. Том приликом поставила је нови рекорд на 5.000 м са 15:40,04.
У одсуству Месерет Дефар у трци на 10.000 метара на Светском првенству 2013. у Москви, Гледис Чероно је била другопласирана у тој трци резултатом 30:45,17 иза Титунеш Дибабе (30:43,35) а пре Белајнеш Олџире (30:46,98).
Освојила је и једну националну титулу на 5.000 метара 2012.

## Лични рекорди
3.000 м — 8:34,05, Стокхолм, 	22. август 2013.
5.000 м — 14:47,12, Цирих, 29. август 2013.
10.000 м — 30:29,23, Острава, 27. јун 2013.
10 км — 30:57, Тилбург, 2. септембар 2012.
15 км — 47:20, Праг, 4. април 2013.
20 км — 1:03:26, Праг, 4. април 2013.
полумаратон —	1:06:48, Праг, 4. април 2013.